# Tolmide
Tolmide, figlio di Tolmeo (in greco antico: Τολμίδης?, Tolmídes; ... – 447 a.C.), è stato un militare ateniese che partecipò alla prima guerra del Peloponneso.
Rivaleggiò con Pericle e Mironide per il controllo militare di Atene nei decenni del 450 e del 440 a.C. Tra i seguaci di Efialte e del suo radicalismo democratico, a cui aderiva anche Pericle, può essere considerato il più estremista.

## Biografia
Nel 455 a.C. a Tolmide fu concesso il comando di una flotta formata da 4000 soldati per poter circumnavigare la costa del Peloponneso ed attaccare gli Spartani ed i loro alleati. Tolmide conquistò la città di Metone in Messenia, ma fu obbligato ad abbandonarla all'arrivo dell'esercito spartano. Attaccò il principale porto spartano di Giteo appiccando il fuoco ai cantieri navali. Attaccò anche l'isola di Citera.
Tolmide si alleò con Zacinto, un'isola del mar Ionio, e navigò fino al golfo di Corinto dove conquistò la colonia corinzia di Calcide sulla costa settentrionale, per poi prendere il controllo di Naupatto (l'odierna Lepanto) nella Locride Ozolia ed insediarvi i rifugiati della Messenia, che agirono da alleati degli Ateniesi in questa locazione strategica. Approdò anche in territorio sicionio sconfiggendo la fortezza degli opliti inviati contro di lui.
In seguito Tolmide fondò cleruchie ateniesi in Eubea e a Nasso. Nel 447 a.C. marciò sulla Beozia con 1000 ateniesi ed alcuni alleati, al fine di sedare una rivolta. La guarnigione di Cheronea si scontrò con una forza di esiliati Beoti, Locresi e Euboici a Coronea e gli Ateniesi patirono una dura sconfitta, con lo stesso Tolmide che morì in battaglia.